# Petar Žekov
Petar Petrov Žekov, bulharsky Петър Петров Жеков (10. říjen 1944, Knižovnik – 18. února 2023), byl bulharský fotbalista. Hrával na pozici útočníka.
S bulharskou reprezentací získal stříbrnou medaili na fotbalovém turnaji olympijských her v Mexico City roku 1968. Hrál též na mistrovství světa v Anglii roku 1966 a mistrovství světa v Mexiku roku 1970. Celkem za národní tým odehrál 44 utkání, v nichž vstřelil 25 branek.
S CSKA Sofia se stal pětkrát mistrem Bulharska (1968/69, 1970/71, 1971/72, 1972/73, 1974/75).
Byl výjimečným kanonýrem. V roce 1969 získal Zlatou kopačku pro nejlepšího ligového střelce Evropy (za 36 gólů v bulharské lize). Nejlepším střelcem bulharské ligy se stal šestkrát (1967, 1968, 1969, 1970, 1972, 1973).
V anketě hledající nejlepšího fotbalistu Evropy Zlatý míč skončil roku 1969 devátý.